# 栃木県立がんセンター
栃木県立がんセンター（とちぎけんりつがんセンター）は、地方独立行政法人栃木県立がんセンターが、栃木県宇都宮市陽南に設置する病院（がんセンター）である。がんゲノム医療連携病院、エイズ治療拠点病院等に指定されている。2016年（平成28年）4月、地方独立法人化した。

## 診療科
（標榜診療科）
- 内科
- 呼吸器内科
- 消化器内科
- 血液内科
- 内分泌内科
- 精神腫瘍科
- 内視鏡内科
- 緩和ケア科
- ペインクリニック内科
- 腫瘍内科
- 外科
- 呼吸器外科
- 消化器外科
- 脳神経外科
- 乳腺外科
- 骨軟部腫瘍・整形外科
- 形成外科
- 内視鏡外科
- 皮膚科
- 泌尿器科
- 婦人科
- 眼科
- 耳鼻咽喉科
- リハビリテーション科
- 放射線診断科
- 放射線治療科
- 病理診断科
- 臨床検査科
- 麻酔科
- 歯科
- 歯科口腔外科

## 医療機関の指定・認定
- 保険医療機関[1]
- 労災保険指定医療機関[1]
- 身体障害者福祉法指定医の配置されている医療機関[1]
- 精神保健指定医の配置されている医療機関[1]
- 生活保護法指定医療機関[1]
- 指定小児慢性特定疾病医療機関[1]
- 原子爆弾被害者指定医療機関[1]
- 原子爆弾被害者一般疾病医療機関[1]
- 母体保護法指定医の配置されている医療機関[1]
- 臨床修練病院[1]
- がん診療連携拠点病院[1]
- エイズ治療拠点病院[1]
- 特定疾患治療研究事業委託医療機関[1]
- DPC対象病院[1]
- がんゲノム医療連携病院[2]
- 公益財団法人日本医療機能評価機構認定病院[3]
- このほか、各種法令による指定・認定病院であるとともに、各学会の認定施設でもある。

## 交通アクセス
- JR各線「宇都宮駅」または東武宇都宮線「江曽島駅」から関東バス「がんセンター前」停留所下車[4]